# Platja de la Fragata
La platja de la Fragata és una platja urbana del municipi de Sitges (Garraf) situada davant del passeig marítim i als peus de l'església de Sant Bartomeu i Santa Tecla, entre dos espigons que aporten calma a les seves aigües. Fins al 1977 s'avaraven les barques de pescadors a la platja. Actualment comparteix espai amb el Club Nàutic de Sitges. L'espigó de llevant limita amb un mur de roques i el de ponent amb la platja de la Ribera. L'any 1958, després d'uns forts temporals, es va allargar l'espigó de llevant, i es va construir el de ponent. Des d'aleshores, la superfície de la platja ha augmentat un 277%, fins als 12.736 m² actuals.
Orientada al sud-sud-est, té una longitud de 126 metres i una amplada mitjana de 70 metres, formada per sorra fina, amb un pendent d'entrada a l'aigua molt suau. S'hi instal·len xarxes de vòlei i camps de futbol. Disposa de tots els serveis: públics, com ara dutxes, rentapeus, papereres, socorrisme, salvament i vigilància; i privats, com lloguer de tendals i hamaques i un quiosquet de queviures. La zona propera a l'espigó de llevant està ocupada per les instal·lacions del Club Nàutic de Sitges, amb una escola de vela esportiva i un restaurant.
En aquesta platja té lloc el festival musical 'Barraques de Sitges', el cap de setmana abans de la Festa Major de Sant Bartomeu, durant cinc nits, organitzat pel 'Col·lectiu Barraques de Sitges'.
La platja de la Fragata està adherida a la destinació Costa de Barcelona, certificada per Biosphere des del 2017.